# Copie de Lego

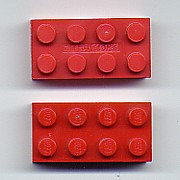
Une brique de marque Mega Bloks (en haut) et une brique Lego (en bas)

Une copie de Lego est une ligne ou une marque de brique de construction qui est mécaniquement compatible avec les blocs de marque Lego, mais qui est produite par un autre fabricant. Les blocs ont été à l'origine brevetés par le groupe Lego (The Lego Group) en 1961 comme des « jeux de briques de construction », et depuis, l'entreprise est restée dominante dans ce marché. Pour prendre l'avantage sur la marque Lego, certains concurrents ont promu leurs produits comme compatibles avec Lego, avec des déclarations telles que « compatible avec les principales briques de construction ».
Les brevets sous-jacents de la conception de la brique ont expiré à la fin des années 1980, ouvrant la possibilité aux concurrents de Lego d'entrer en compétition avec cette marque.

## Défis juridiques

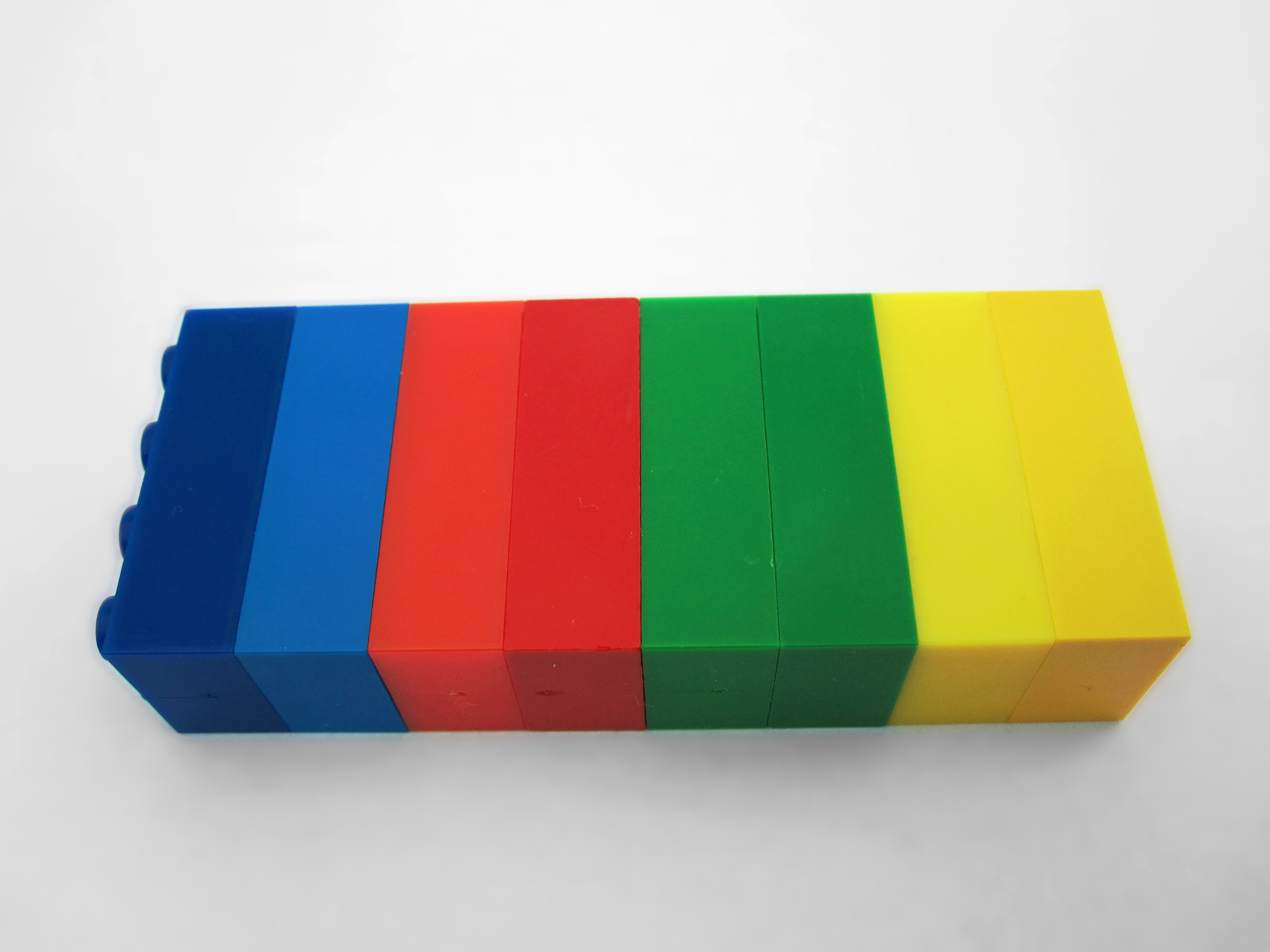
Une brique Best-Lock et des briques Lego assemblées. À partir de la gauche, un Best-Lock suivi par une série de Lego.

La copie de briques sur le modèle Lego a donné lieu à plusieurs actions judiciaires portant sur la protection de brevets ou sur d'autres droits.
Au moins deux des plus grands fabricants de copies de briques ont été poursuivis sans succès en justice par le groupe Lego, les tribunaux saisis ayant considéré que la conception fonctionnelle de la brique de base était plutôt une question de brevets que de droit des marques, les délais des brevets de Lego étant alors expirés.
Par ailleurs, la filiale suisse Interlego AG du groupe Lego a poursuivi en 2002 la société Tianjin CoCo Jouet Co. Ltd. pour violation du droit d'auteur. Une cour d'appel a jugé que des produits CoCo constituaient une contrefaçon, a ordonné à la société CoCo de cesser la fabrication des produits copiés, de publier des excuses officielles au Beijing Daily et de payer des dommages et intérêts à Interlego.
La société anglaise Best-Lock Construction Toys a poursuivi Lego devant les tribunaux allemands en 2004 et en 2009. La Cour Fédérale allemande a nié la protection de la marque Lego pour la forme de ses briques dans le dernier cas.
La société québécoise Mega Bloks a été poursuivie pour son système d'emboîtement pour violation des marques de commerce détenues par Lego. Le 17 novembre 2005, la Cour Suprême du Canada a confirmé que Mega Bloks aura le droit de continuer à vendre ses produits au Québec et au Canada.
Le 14 septembre 2010, la Cour Européenne de Justice a statué que la conception originale de la brique Lego à huit plots (voir première image) « ne remplit seulement [qu']une fonction technique [et] ne peut être enregistrée comme marque protégée ».
En 2016, Lego a annoncé qu'il allait prendre des mesures juridiques à l'encontre de la société chinoise Guangdong Loongon, qui fabrique la marque Lepin, pour la vente des répliques exactes des produits Lego (y compris le design des boîtes).

## Les principales marques compatibles avec Lego
| Nom                       | Figure | Années       | Fabricant                                                   | Références |
| ------------------------- | ------ | ------------ | ----------------------------------------------------------- | ---------- |
| Best-Lock (en)            |        | 1997–...     | Best-Lock Group                                             |            |
| Cobi                      |        |              | Best-Lock Group                                             |            |
| BanBao                    | ToBees | 2010–...     | Guangdong Jumbo Grand Plastic Moulding Industrial Co., Ltd. |            |
| Lepin                     |        |              |                                                             |            |
| Xingbao                   |        |              |                                                             |            |
| Coco                      |        |              | Guangdong Loongon (en)                                      |            |
| Built to Rule             |        | 2003–2005    | Hasbro                                                      | [ 6 ]      |
| Kre-O                     | Kreon  | 2011–...     | Hasbro                                                      | ,          |
| Bikku                     |        | 2018–...     | Keak Japan Co., Ltd.                                        |            |
| Mega Bloks                |        | 1991–...     | Mega Brands (Mattel)                                        | [ 6 ]      |
| Make-it Blocks            |        | ?–...        | proprietary brand of Dollar Tree                            |            |
| Tyco Super Blocks         |        | 1984–1990    | Tyco Toys/Mattel                                            |            |
| Oxford                    |        |              | Oxford (société de jouets) (en)                             |            |
| Wilko Blox                |        |              | Wilko (en)                                                  |            |
| CoCo                      |        |              | Tianjin CoCo Toy                                            |            |
| Laser Pegs                |        |              | Laser Pegs Ventures                                         |            |
| Lite Brix                 |        |              | Cra-Z-Art (LaRose Industries)                               |            |
| N&B Block                 |        | 1968-1972    | Nintendo                                                    |            |
| Sluban                    |        | 2004-present | Sluban                                                      |            |
| Qman (formerly Enlighten) |        | 1994-...     | Guangdong Qman Industry Toys Co., Ltd.                      |            |
| Zuru MAX                  |        |              | Zuru                                                        |            |

- Les ensembles K'nex incluent des briques compatibles depuis 2008.
- Ramagon, de Discovery Toys (en), a des panneaux avec des crampons compatibles.